# Aérodrome de la Montagne Noire
L’aérodrome de la Montagne Noire (code OACI : LFMG) est un aérodrome agréé à usage restreint, situé sur les communes de Labécède-Lauragais dans l’Aude et Vaudreuille dans la Haute-Garonne (région Occitanie, France), à 5 km au sud de Revel et à 60 km à l'est de Toulouse.
Il est utilisé pour la pratique d’activités de loisirs (vol à voile).
L’ancien centre national de vol à voile de la Montagne Noire situé dans cet aérodrome a été inscrit monument historique par arrêté du 8 janvier 2009, avec le classement des pistes, des deux hangars Mistral, de l’ancienne cantine du centre et de l’atelier Jacques Aubriot.
La situation particulière de l'aérodrome, à flanc de la Montagne Noire, permet la pratique du planeur toute l'année, grâce, notamment, au vol de pente.

## Histoire
C’est au printemps 1932 que Jean Thomas découvrit le site de la Montagne Noire, sur les hauteurs du bassin de Saint-Ferréol ; s’ensuivirent une multitude de décollages au sandow, pour prospecter le site et découvrir les fantastiques conditions aérologiques qu’il offre. Découvrons ici quelques passages de l’histoire de ce qui fut l’un des berceaux du vol à voile français.
Le 19 octobre 1932, Thomas se pose à la tombée de la nuit, aux commandes de son Sulky, au terme de 3 h 25 de vol, battant ainsi le record du monde de durée en planeur.
Le terrain fut ensuite élevé au rang de Centre National de Vol à Voile le 16 avril 1941. Voué à la formation et au perfectionnement des vélivoles, il accueillera des centaines de stagiaires.
Le 20 juin 1942, au terme de 38 h 6 de vol, Éric Nessler se pose à la Montagne Noire, battant ainsi le record du monde de durée en monoplace.
Le registre des vols fait mention, à la date de 25 mars 1946, d'un « vol remorqué » suivi d'un « vol libre » accomplis par De Lasageas et Colin sur C-800 ; pour l’époque, c’est une innovation, les seuls moyens de lancement étant alors le treuil et le sandow.
Les premiers avions remorqueurs utilisés à la Montagne Noire seront le Fieseler « Storch », puis sa version Morane-Saulnier MS.502 à structure alaire métallique et moteur en étoile Salmson de 230 ch. Le spectacle de la « grande cigogne » traînant un C-800 au bout de sa « ficelle » va vite devenir familier.
Les 20 et 21 avril, Ambrosi et Lemaire sillonnent la « douce France » en « PM200 », remorqués sur le parcours : M.N., Bergerac, Tours, Toussus-le-noble, Beynes-Thiverval et retour par Montauban et Toulouse.
Au rythme effréné des stages, des milliers d’heures de vol sont accomplies sur le terrain, dans une ambiance toute particulière de franche camaraderie et de rigolade. Outre les vols épiques de ces pionniers, il n’est pas rare d’assister à des soirées consacrées aux chasses au dahu (animal « fort courant » à la Montagne Noire !) et à Cardinal Paf !                                       
Avec les progrès dans la connaissance du vol, on s'oriente désormais vers le vol sur la campagne, et les techniques de gain de temps que cela implique, partant du principe qu'une charge alaire importante permet d'aller rapidement d'une ascendance à une autre. Plus généralement, on ne va plus spiraler dans toutes les cheminées d'air chaud jalonnant un parcours et, une fois parvenu au sommet d'une bonne ascendance, on en négligera une ou plusieurs autres pour aller directement dans une énième et ainsi de suite jusqu'au point de destination. Mais pour ce faire, il faut aller vite en perdant le moins possible de hauteur dans les zones neutres ou descendantes : d'où l'utilité d'un planeur « fin » artificiellement alourdi d'un liquide dont le pilote peut délester les ballast à volonté... Lorsqu'il se pose à Puivert, le Breguet 904 a parcouru 70 km et relié le Saint-Barthélémy au pic d'Hourtizet.
En 1961 deux records de France homologués à l'actif de JP Wiess et R Siaudeau en biplace Breguet Br.904 Nymphale :
- altitude absolue : 10 400 mètres ;
- gain d'altitude : 8 900 mètres.

Le championnat de France de vol à voile est préparé du 4 au 18 juin et disputé du 19 au 30 juin 1961 à la Montagne Noire.
Voici les noms des 19 concurrents, assortis de leur numéro : Armengol (09), barbéra (12), Bernard (04), Biagi (08), Cazilhac (07), Counotte (15), Mlle Degeorge (06), Epineuse (10), Fitzner (03), Giard (02), Houde (16), Labar (01), Lacheny (05), Le Luc (13), Mandard (20), Marsat (17), Trubert (14), Vitek (21), Weiss (11).
Et ceux du météorologue (Gerbier) et des pilotes remorqueurs (Andrieu, Aubriot, Bessède, Bailly, Borneuf, Collobert, Gélix, Maurice Lamort, De Lasageas, Ct Louveau, Martinaud, Orbillot, Ribière, Ségui, Siaudeau, Tardy).  
Le 283e stage, en septembre 1979, est ainsi défini par ses 9 participants (président Kete, Coffinières, Clé-Ortega, Mlle Diquelou, Février, Guillot, Poisson, Mme Szychowiak, Szychowiak): « Danger, Centre de Vol à Voile éjectable ».                  
En effet, ce stage sera le dernier de ceux du Centre National de Vol à Voile de la Montagne Noire… L'ultime registre des vols se referme : vol à voile : 2777 h, vol à moteur : 1028 h, soit un total de 3805 heures de vol accomplies en 1979 par le personnel navigant et 195 stagiaires.
C’en est donc fini du Centre National de la Montagne Noire. De 1941 à 1979, 204 383 h de vol à voile et 45 905 de vol moteur ont été réalisées, soit un total de 250 288 h en 38 années, soit en moyenne 6587 heures.
Le 30 septembre 1982, le Recteur Chalin, chargé de mission par l'Éducation Nationale, présente un projet de relance du vol à voile à la Montagne Noire.
Le 4 janvier 1984, Gustave Roger Camiliéri est nommé Directeur et Chef-Pilote du nouveau Centre de la Montagne Noire.
Durant les 3 premières années du renouveau (1984-1987), environ 8000 heures de vol ont été accomplies et 165 brevets ou qualifications obtenus.
La cantine, les bureaux, la menuiserie, le chalet, les hangars sont inscrits à l'inventaire supplémentaire des monuments historiques.

## Installations
L’aérodrome dispose de trois pistes bitumées :
- une piste orientée est-ouest (12/30) longue de 500 m et large de 20 ;
- une piste orientée sud-nord (03/21) longue de 380 m et large de 20, réservée à l’atterrissage des planeurs ;
- une piste orientée nord (36)[7], longue de 275 m et large de 20, réservée au décollage des planeurs.

L’aérodrome n’est pas contrôlé. Les communications s’effectuent en auto-information sur la fréquence de 134,150 MHz.

## Activités
- Vol à voile Montagne Noire[9]
- L’Association pour la préservation du patrimoine aéronautique (APPARAT)[10]